# 1978年の全日本フォーミュラ・パシフィック選手権
1978年の全日本フォーミュラ・パシフィック選手権は、1978年（昭和53年）4月23日に筑波サーキットで開幕し、同年11月4日 - 5日に鈴鹿サーキットで閉幕した全5戦によるシリーズである。

## スケジュール及び勝者
|       | 開催日        | 開催場所           | イベント名                        | 優勝者     |
| ----- | ------------- | ------------------ | --------------------------------- | ---------- |
| 第1戦 | 4月23日       | 筑波サーキット     | 筑波チャンピオンズレース第2戦     | 長谷見昌弘 |
| 第2戦 | 5月2日 - 3日  | 富士スピードウェイ | '78 JAF富士グランプリレース大会   | 長谷見昌弘 |
| 第3戦 | 8月27日       | 筑波サーキット     | 筑波チャンピオンズレース第4戦     | 和田孝夫   |
| 第4戦 | 10月1日       | 筑波サーキット     | 筑波チャンピオンズレース第5戦     | 長谷見昌弘 |
| 第5戦 | 11月4日 - 5日 | 鈴鹿サーキット     | '78 JAF鈴鹿グランプリ自動車レース | 長谷見昌弘 |